# Yo La Tengo
Yo La Tengo — американская инди-рок-группа, образованная в Хобокене (штат Нью-Джерси) в 1984 году. С 1992 года постоянными участниками коллектива являются Айра Каплан (гитары, фортепиано, вокал), Джорджия Хабли (ударные, фортепиано, вокал) и Джеймс Макнью (бас-гитара, вокал). На сегодняшний день коллектив выпустил 17 студийных альбомов и стал важной частью истории независимой музыки.

## История
Супруги Айра Каплан и Джорджия Хабли образовали группу в 1984 году и, желая избежать любых англоязычных интерпретаций, в качестве названия взяли фразу на испанском языке («У меня есть это/она») из анекдотичной бейсбольной истории. В поисках музыкантов, которые разделяли бы их любовь к таким группам, как The Soft Boys, Mission of Burma и Love Артура Ли, они подали объявление, и в конце 1985 года вышел первый релиз Yo La Tengo — 7-дюймовый сингл «The River of Water», записанный с гитаристами Дэйвом Шраммом и Дэйвом Риком. Последний покинул состав после записи «Private Doberman» для сборника Luxury Condos Coming to Your Neighborhood, выпущенного лейблом Coyote Records; на его место пришёл Майк Льюис, который прежде играл в бостонских рок-группах DMZ и Lyres, а впоследствии был участником The A-Bones.
Первые три долгоиграющие пластинки Yo La Tengo были изданы звукозаписывающей компанией Coyote Records. В 1986 году состоялся выпуск дебютного альбома Ride the Tiger, спродюсированного бывшим басистом Mission of Burma Клинтом Конли, который также исполнил партии бас-гитары на трёх треках. Вскоре после релиза Шрамм и Льюис ушли из группы, и Каплан в дальнейшем взял на себя обязанности ведущего гитариста, а на место басиста был принят Стефан Вишневски.
Дэйв Шрамм вернулся в Yo La Tengo для записи альбома Fakebook, вышедший на Bar None Records в 1990 году и содержавший главным образом акустические номера, в том числе кавер-версии песен Кэта Стивенса, Джина Кларка, The Kinks, Дэниела Джонстона. Ко времени записи их следующего альбома May I Sing with Me (Alias Records, 1992) постоянным бас-гитаристом группы стал Джеймс Макнью, который исполняет эти обязанности по сей день.
В 1993 году начинается многолетнее сотрудничество Yo La Tengo с лейблом Matador Records.
Помимо альбомов, высоко оцененных критиками, Yo La Tengo также сочиняли саундтреки к фильмам в 2000-х годах. На их сборнике They Shoot, We Score были собраны саундтреки, написанные для фильмов «Июньский жук», «Решающая игра», «Клуб „Shortbus“» и «Старая радость».

## Дискография
- Ride the Tiger (1986)
- New Wave Hot Dogs (1987)
- President Yo La Tengo (1989)
- Fakebook (1990)
- May I Sing with Me (1992)
- Painful (1993)
- Electr-O-Pura (1995)
- I Can Hear the Heart Beating as One (1997)
- And Then Nothing Turned Itself Inside Out (2000)
- Summer Sun (2003)
- I Am Not Afraid of You and I Will Beat Your Ass (2006)
- Popular Songs (2009)
- Fade (2013)
- Stuff Like That There (2015)
- There’s A Riot Going On (2018)
- This Stupid World (2023)